# Ancylostoma tubaeforme
Ancylostoma tubaeforme е кръгъл паразитен червей обитаващ тънките черва на представители от семейство Котки. Локализира се в празното черво в близост до дванадесетопръстника. Разпространени са повсеместно поради широкото разпространение и на домашни котки.

## Морфологични особености
Възрастните екземпляри са с размери около 7 – 12 mm. Ларвите са с дължина 55 – 76 μm. и ширина 34 – 45 μm.

## Жизнен цикъл
Котките се заразяват като поглъщат инвазирани гризачи или директно от обсеменена с ларви трева или при близане на замърсена козина. В други от случаите ларвите преминават през кожата и по кръвен път достигат до тънките черва. Хората също могат да се заразят. При тях ларвата преминава през здравата кожа като образува дерматит.